# 本川橋
本川橋（ほんかわばし）は、広島県広島市の旧太田川（本川）にかかる道路橋。上流側に人道橋（歩道橋）を併設している。
安土桃山時代あるいは江戸時代初期に木橋「猫屋橋」として架橋、1897年に鋼トラス橋に永久橋化され、落橋に伴い現在の橋は1949年に再架橋されたもの。当初は西国街道筋、近代は国道筋の、現在は市道の橋である。西方面から広島平和記念公園へと通ずる橋の1つ。
現橋の橋脚は1897年に作られたものを補修しながら現在まで使っており、1945年原爆被災した被爆建造物でもある。現橋の鋼製の桁は旧光海軍工廠の廃材を再利用している。土木学会選奨土木遺産。

## 歴史

### 近世
かつてこの地の北側に「楠橋」という橋があり、それが本川橋の起源とするものがある。
安土桃山時代に毛利輝元が広島城下を整備した際に、府中の松崎八幡宮の棚守を務めた加藤九郎右衛門兼鎮が当地に「猫屋」を開業した。その時に猫屋が自費で木橋を建設したのがこの橋の始まりと伝えられている。九郎右衛門は12人の子女を伴い渡り初めをしたという。当時橋名は「猫屋橋」であり、猫屋は豪商として当地で繁栄を極め橋のみならず川や町にその名が付くことになり、現在も猫屋町として残っている。
広島市が公開する資料では、天正年間（1573年から1592年）ごろ広島城を整備した際に架橋としている。
- 天正17年（1589年）3月輝元は現地調査、天正18年（1590年）末に広島城がほぼ竣工している[9]
- 毛利氏時代の広島城絵図『芸州広嶋城町割之図』で（西国街道筋となる）猿猴橋・京橋・元安橋は描かれているが猫屋橋（本川橋）は描かれていない[10][11]。これと江戸後期の地誌『知新集』内の記載から、西国街道は毛利氏の次に入封した福島正則藩政時代、江戸時代初期に成立したとする説がある[11]。
- 慶長元年（1596年）『毛利氏奉行人連署書状』に文禄の役のため名護屋城に向かう豊臣秀吉が通るため、（西国街道筋）己斐橋と「広島中の小橋」の修繕を命じられた事が書かれている[11]。このことから西国街道の原型は毛利氏時代、安土桃山時代に形成されていたとする説がある[11]。

以上から毛利氏時代あるい福島氏時代に山陽道（西国街道）を城下に引き込みこの橋は西国街道筋の橋となった。

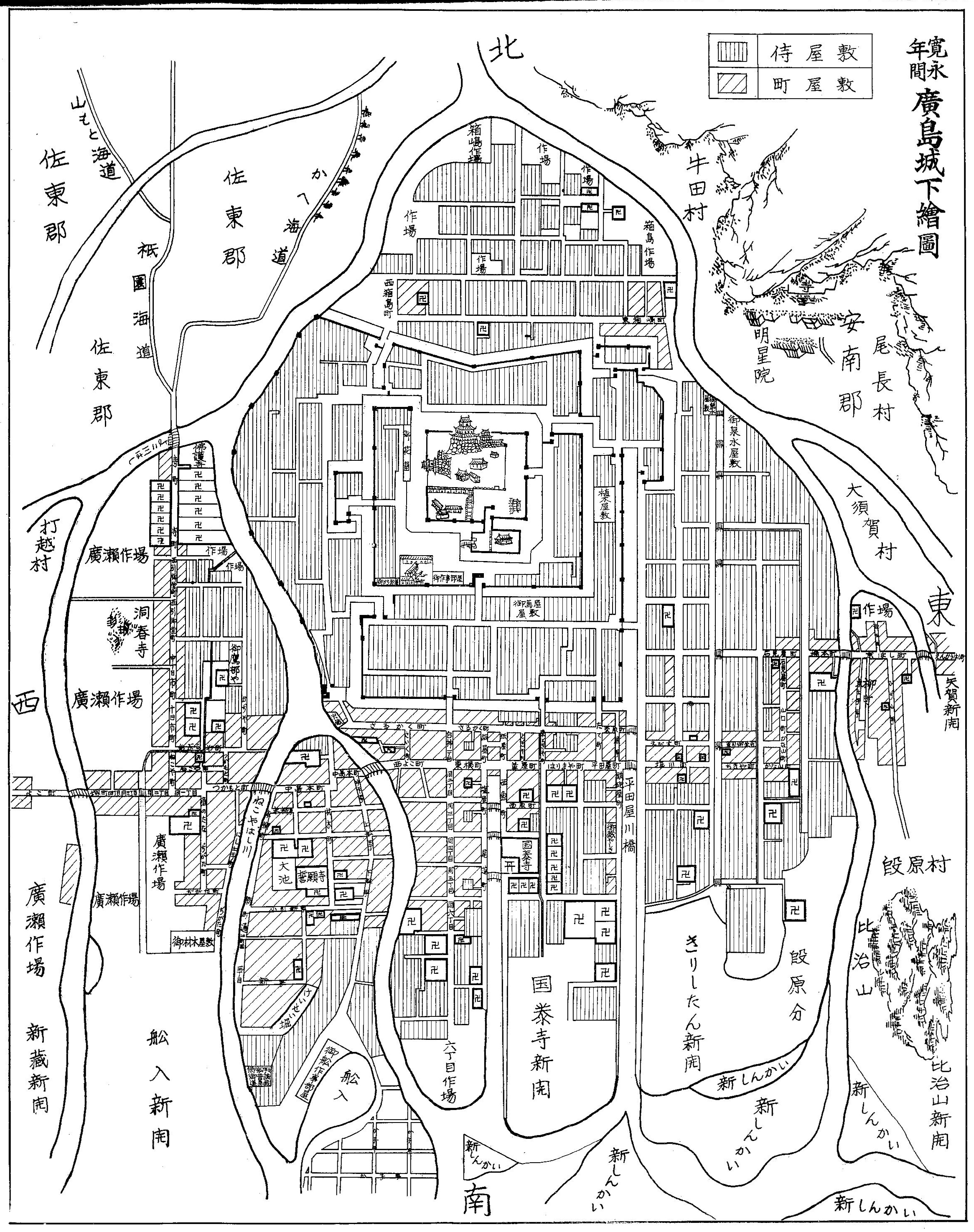
『寛永年間広島城下絵図』。"ねこやはし"が確認できる。
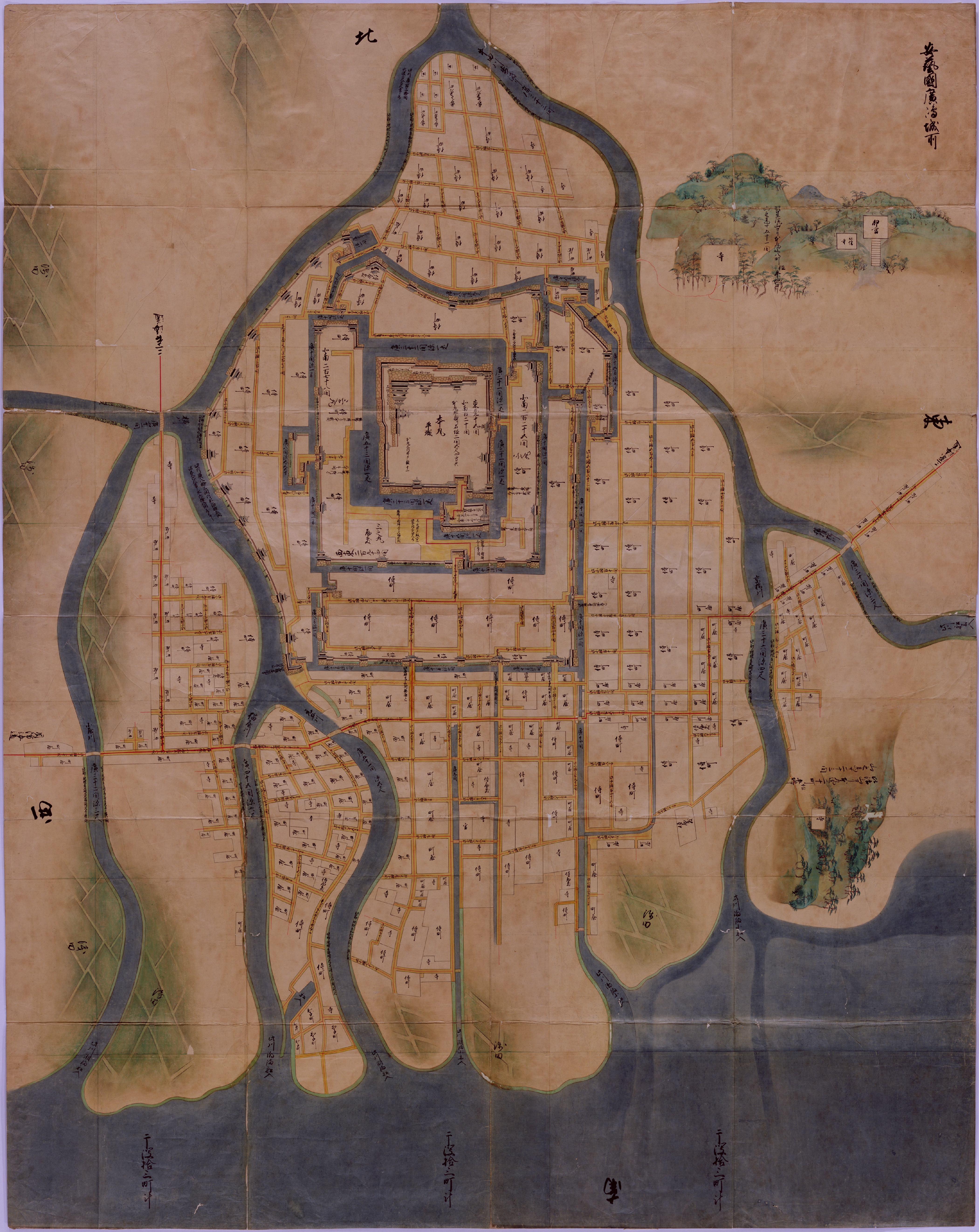
『正保城絵図安芸国広島城所絵図』。城の下側を横断する道が西国街道であり左から2つ目の橋が猫屋橋（本川橋）。

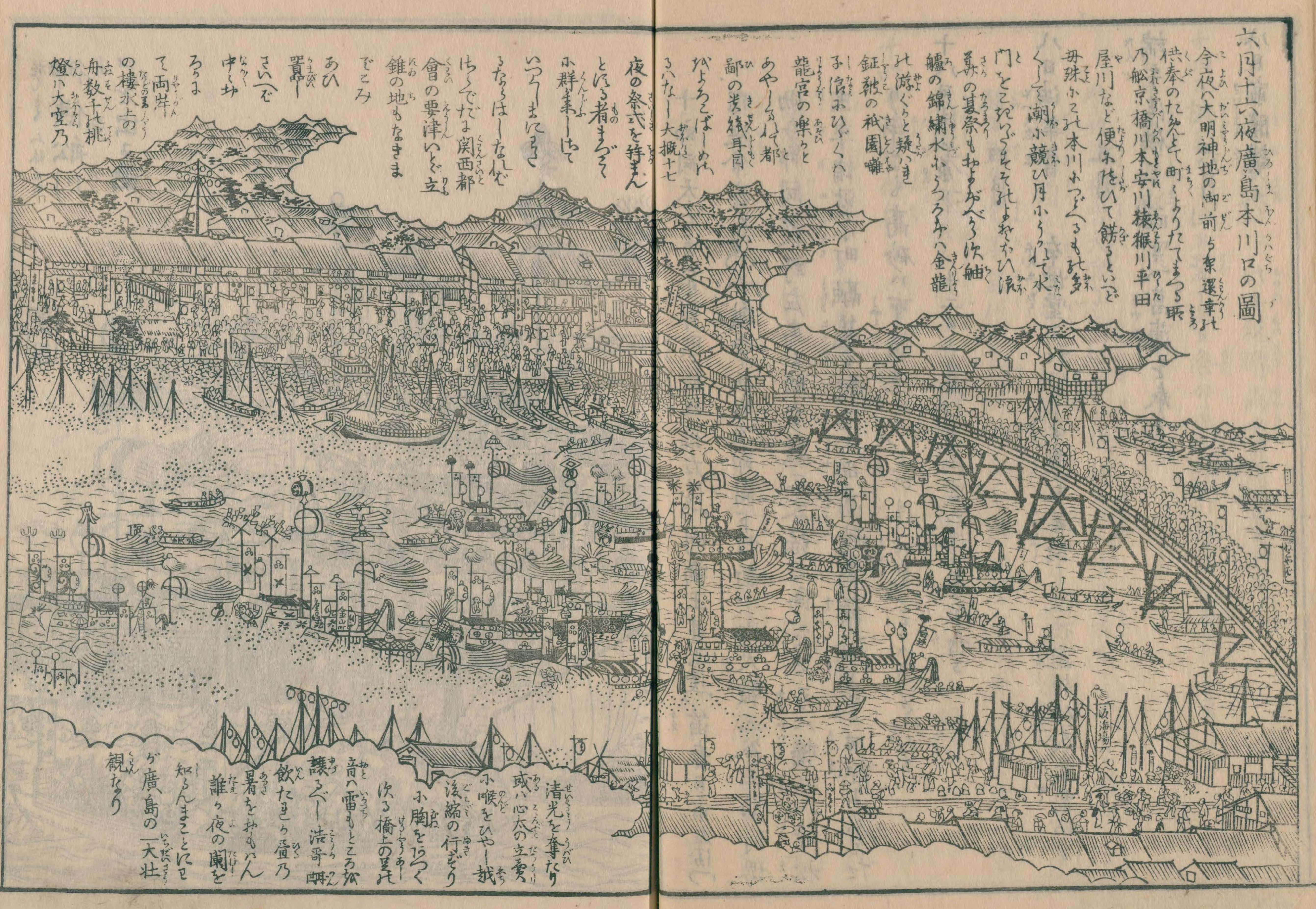
『芸州厳島図会 六月十六夜広島本川口の図』。右側が猫屋橋（本川橋）。かつて管絃祭で管絃船を併走する「御供船」と呼ばれた船がこの付近から出ていた。

藩政時代において防犯上の理由により架橋制限されており、この橋は本川に唯一架けられた西国街道筋の橋であった。この地は当時は島だった江波の港から運ばれた積荷の中継地点として、西詰の西国街道筋にあたる堺町は問屋街として栄えた。現在も残る雁木から荷揚げされていた。
また広島藩は太田川水系の治水に力を入れたが洪水は絶えず、記録に残るものでは寛政8年（1796年）城下で発生した大洪水で現在の中島町が浸水し猫屋橋も落橋している。

### 近代以降

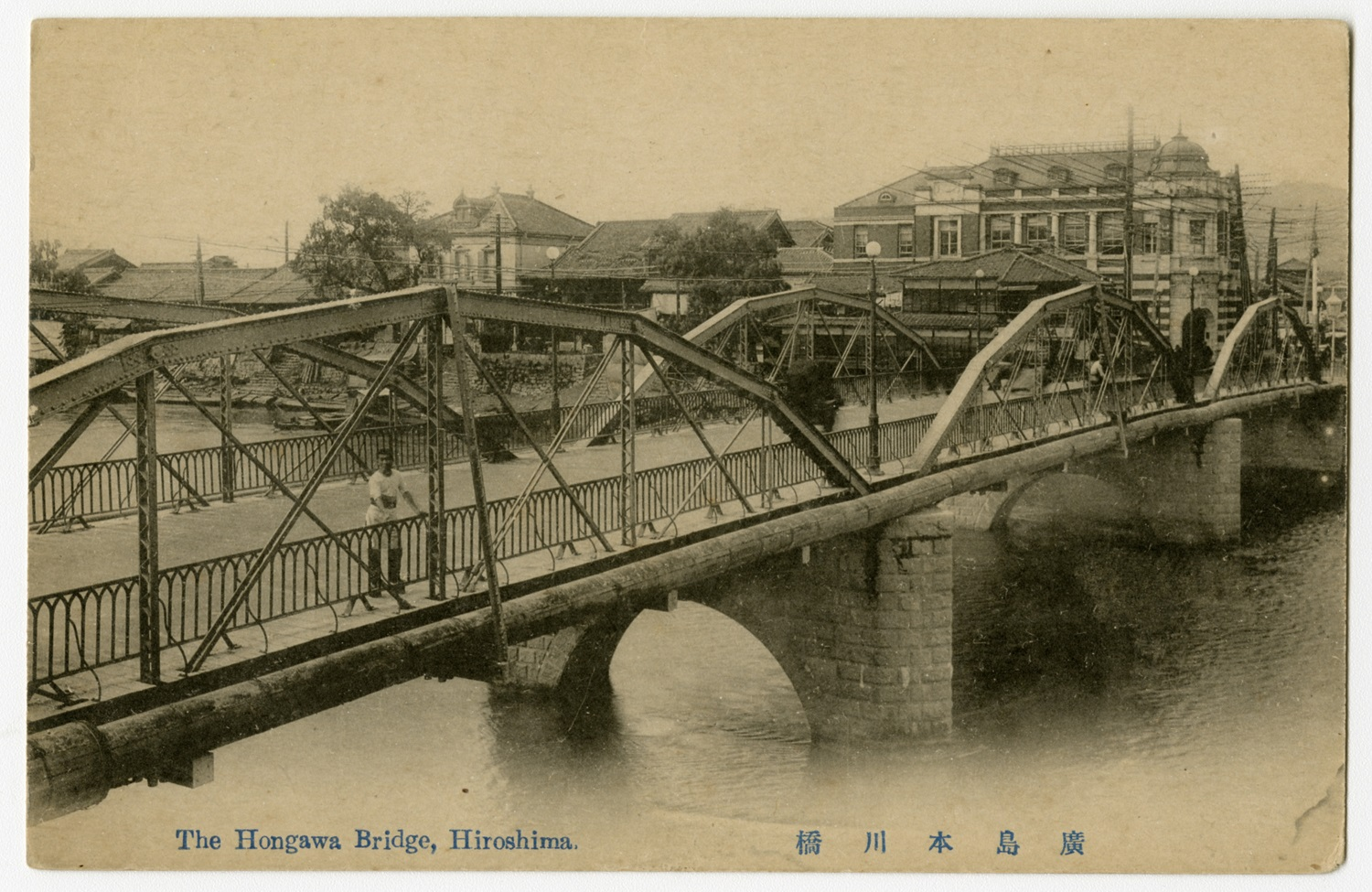
大正時代の絵葉書

明治時代に入って國道筋の橋となる。当時の地図表記から、1877年（明治10年）から1894年（明治27年）の間、明治20年代までに現在の"本川橋"に改名されたと考えられている。
1897年（明治30年）11月トラス橋（ボウストリングトラス）に架け替えられた。長さ40間（約72.7m）、幅4間（約7.27m）、工事費約4万3,570円（3万4,428円とも）。
広島初竣工の鋼橋であり、当時広島の繁華街だった中島町と問屋街・境町を結ぶ目抜き通りに架けられた橋であり、その珍しさから観光名所となった。昭和期に売られていた広島銘菓"本川饅頭"は、この橋完成を記念して作られたものである。近世では問屋街として栄えた本川橋西詰は、近代に入ると倉庫群が立ち並んだ。西詰交差点には1913年（大正2年）広島商業銀行の本店が新築移転している。
大正時代まで本川橋筋は国道であったが、昭和初期に相生通り（相生橋）が新しい国道として整備されることになった。太平洋戦争に入ると金属類回収令により市内の橋の鋼製欄干は次々と外されたが、この橋からは鋼部材が外されたかどうかは不明。

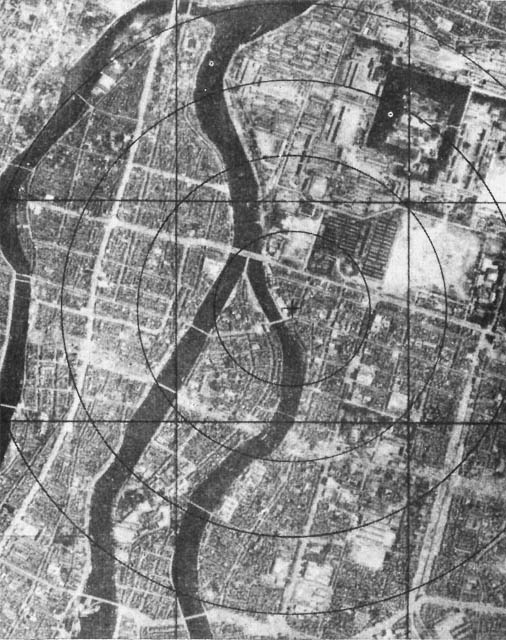
原爆投下前
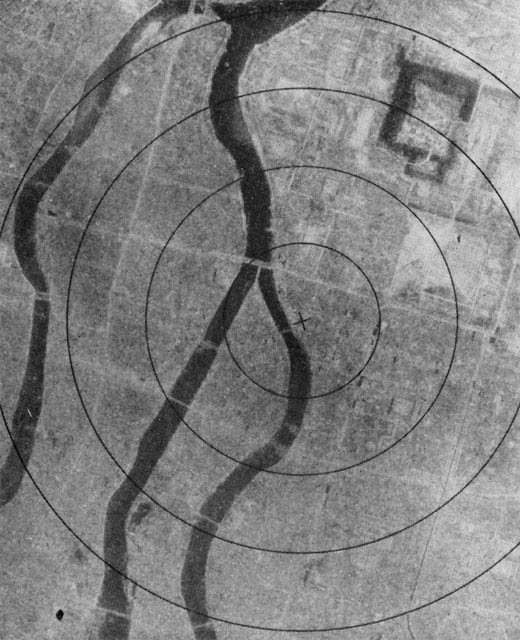
原爆投下後

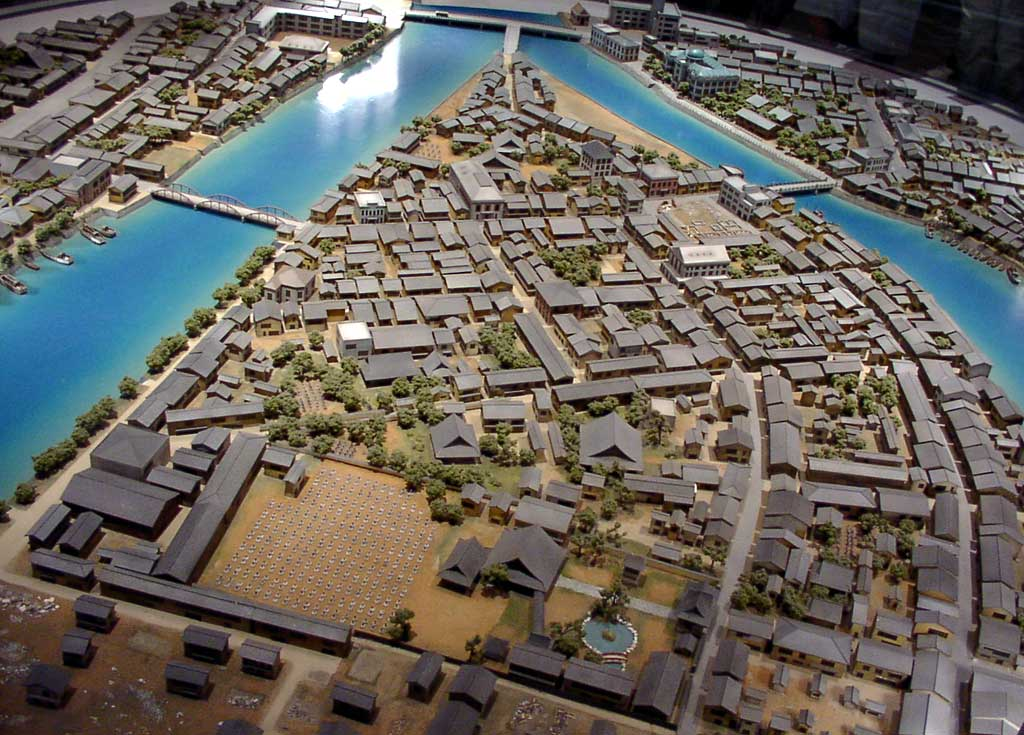
原爆投下前
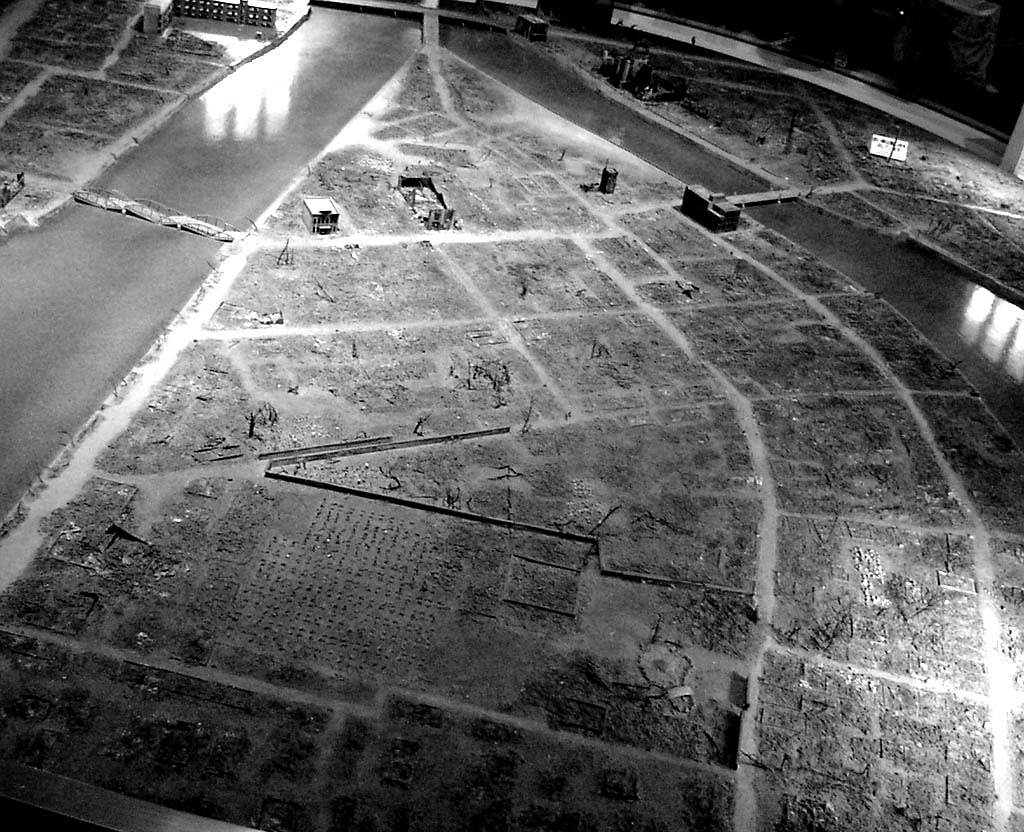
原爆投下後

1945年（昭和20年）8月6日被爆。爆心地より約250mに位置した。爆風により一部の桁が橋台から外れ片方だけがぎりぎり引っかかっていた状況であり、通行は不可能であった。左岸側の中島町は壊滅、避難者は上流の相生橋や下流の新大橋（現在の西平和大橋）から西へ避難して行った。また、当時添架されていた水道管は切断され、給水不能となった。直後、軍や救援隊によりここから元安橋までの国道筋の整理が行われ、本川橋も板を渡しただけの応急修理がなされていた。
そこへ同年9月に上陸した枕崎台風により更に損傷し、同年10月阿久根台風による水害により完全に落橋した。これら台風災害により、下流側の新大橋・住吉橋も落橋した。
その後、また板を渡しただけの仮橋が架けられていた。戦後の物資不足が続いていたが、交通の要所であったため、真っ先に再建されることが決定、1949年（昭和24年）残った橋脚を利用して架け直された。その部材には空襲で壊滅状態となった旧光海軍工廠の廃材を使っている。
その後、数度補修保全工事を行いつつ現在までその形をとどめている。2021年（令和3年）土木学会選奨土木遺産に認定された。

## 周辺

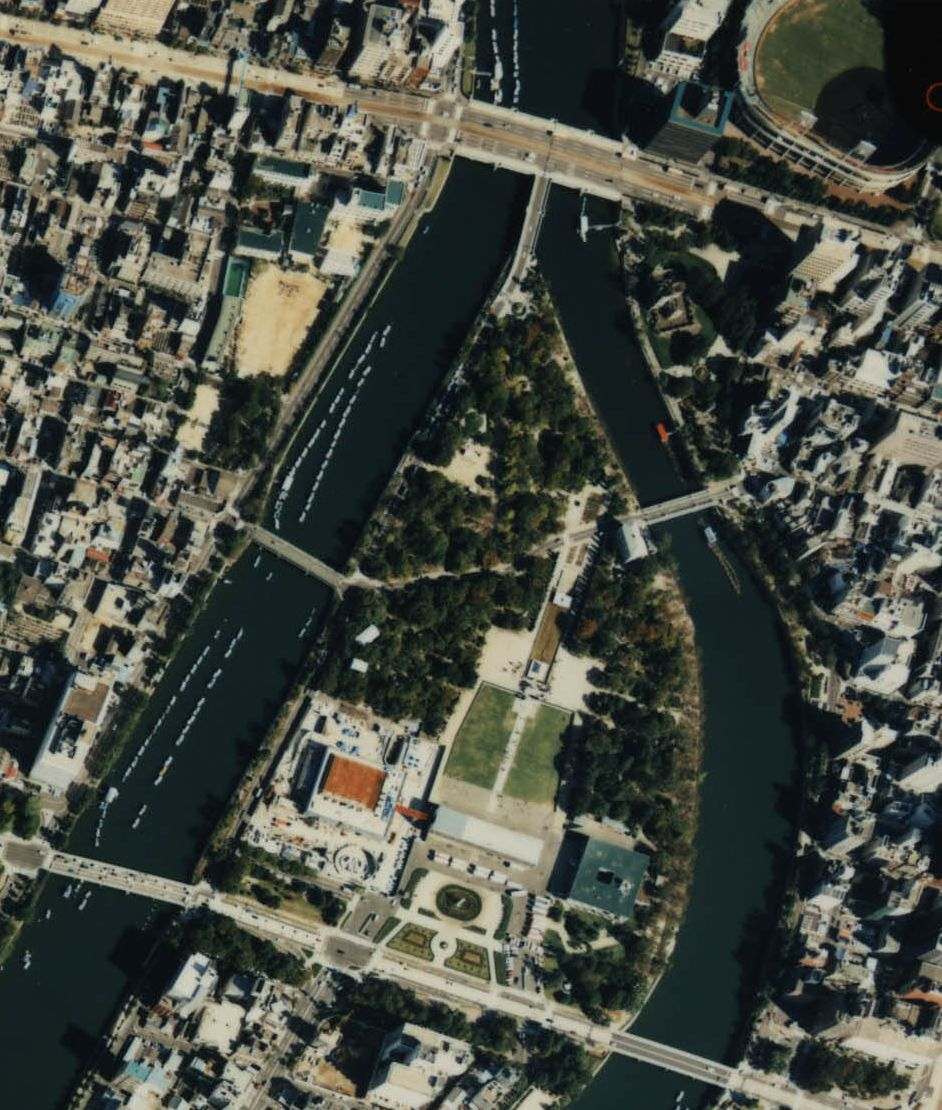
1988年の平和公園周辺。

橋脚は被爆建造物にあたる。その下には毛利輝元の島普請による石組が残っている。上流に元安川の分流点と相生橋、下流に西平和大橋がある。

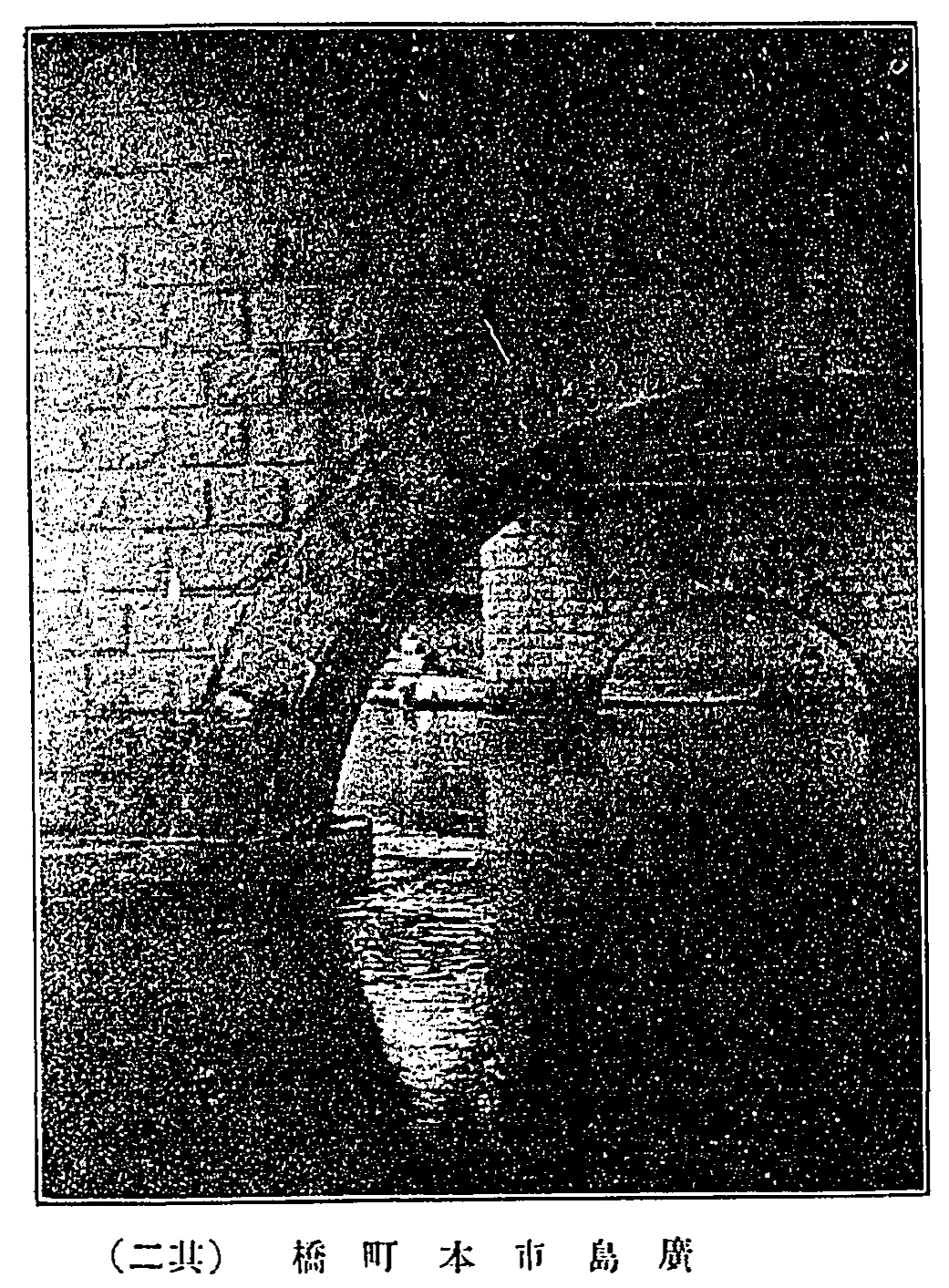
明治末期
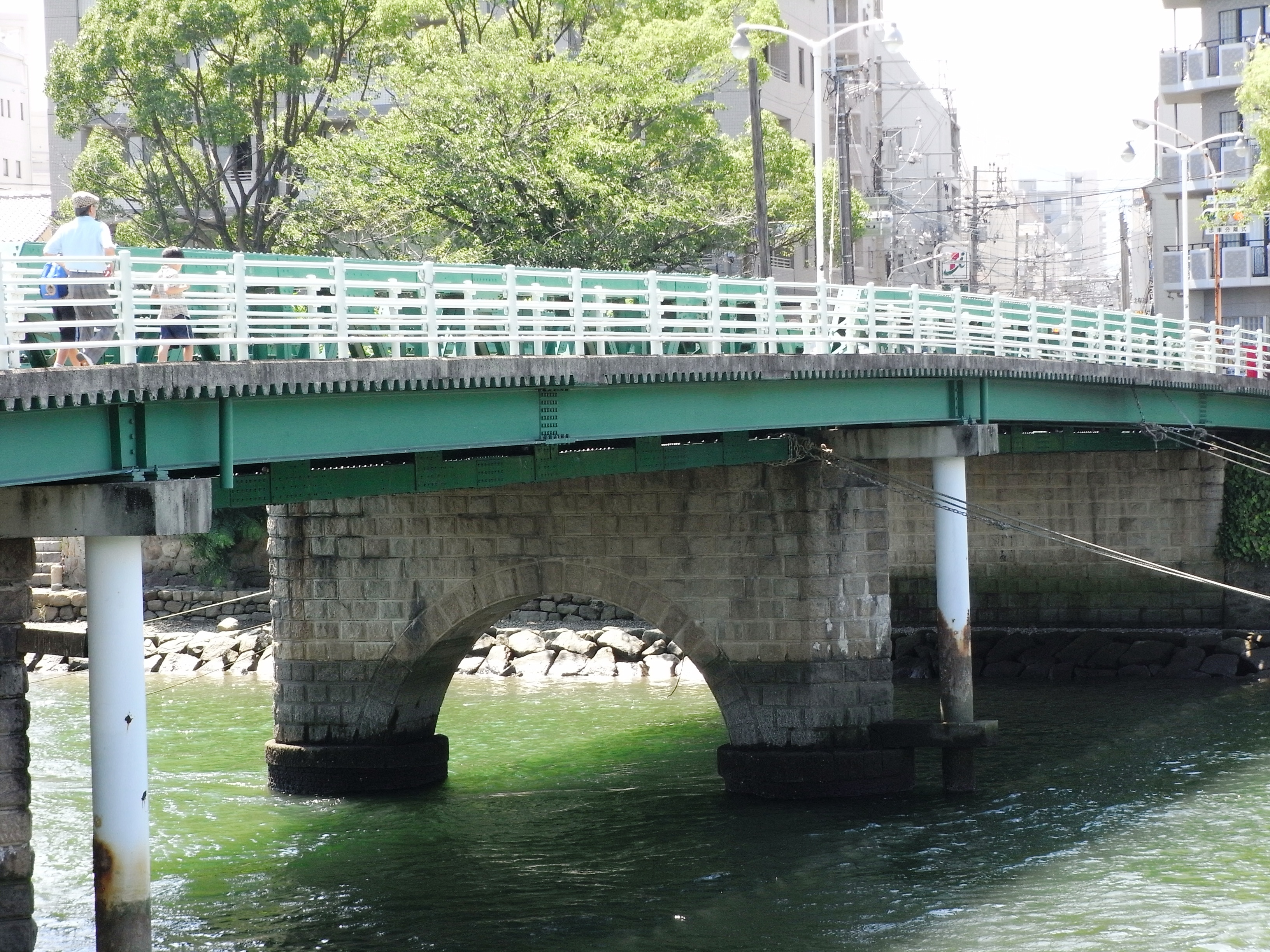
2008年

西に進むと西詰交差点で直進できずカギ型になっているが、これは枡形の名残である。西詰南側には常夜灯が、周辺の護岸には雁木造りの揚場や舟繋の石柱や船舶の燥場も残っている。被爆建物本川公衆便所も西詰南側にある。西詰北側にはかつて韓国人原爆犠牲者慰霊碑があった。1945年李鍝が被爆により最期を遂げた場所でもある。道に沿って西に進むと広電土橋停留場があり更に進むと天満橋にたどり着く。

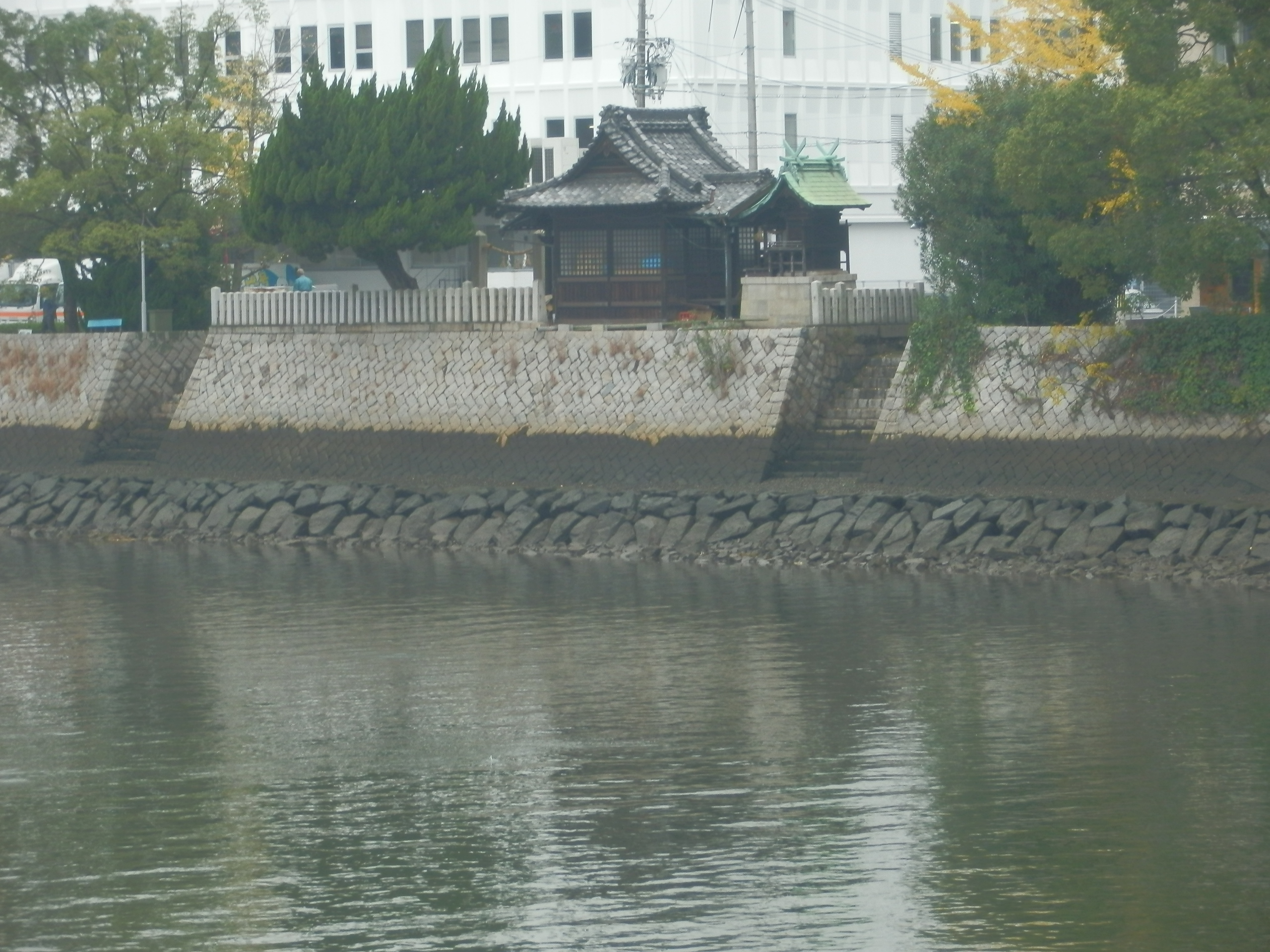
本川浜恵美須神社と雁木
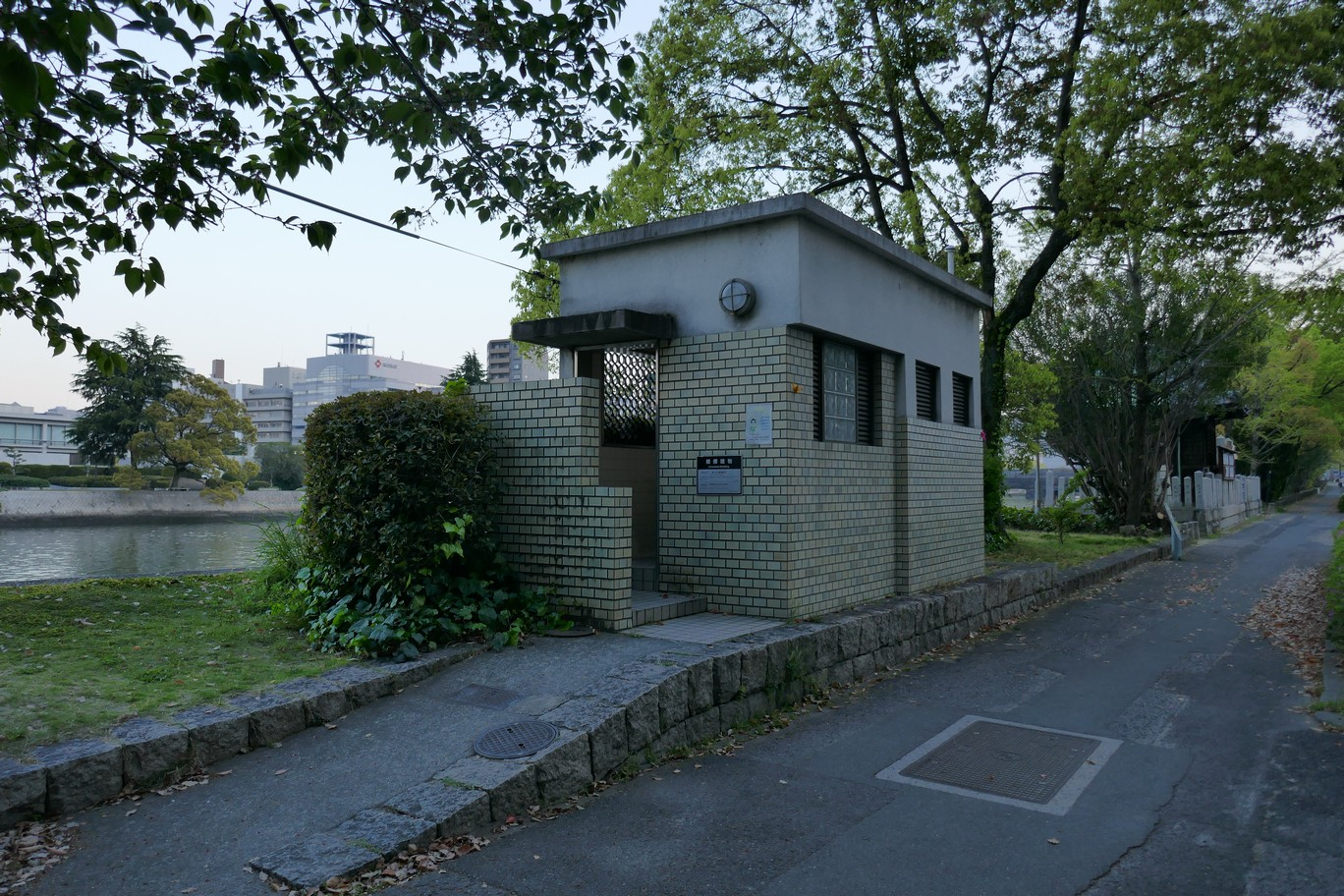
本川公衆便所

東詰一帯は平和公園である。北側には東側河岸用と橋桁との繋ぎ目部分の路面用の石が残されている。これも被爆遺構であり、2003年の橋補修時に取り外され、この地にモニュメントとして置かれている。『この世界の片隅に (映画)』に登場した雁木はこの橋の東詰あたりにあったが、現在は形状が異なる。東へ道沿いに進むと元安橋がある。

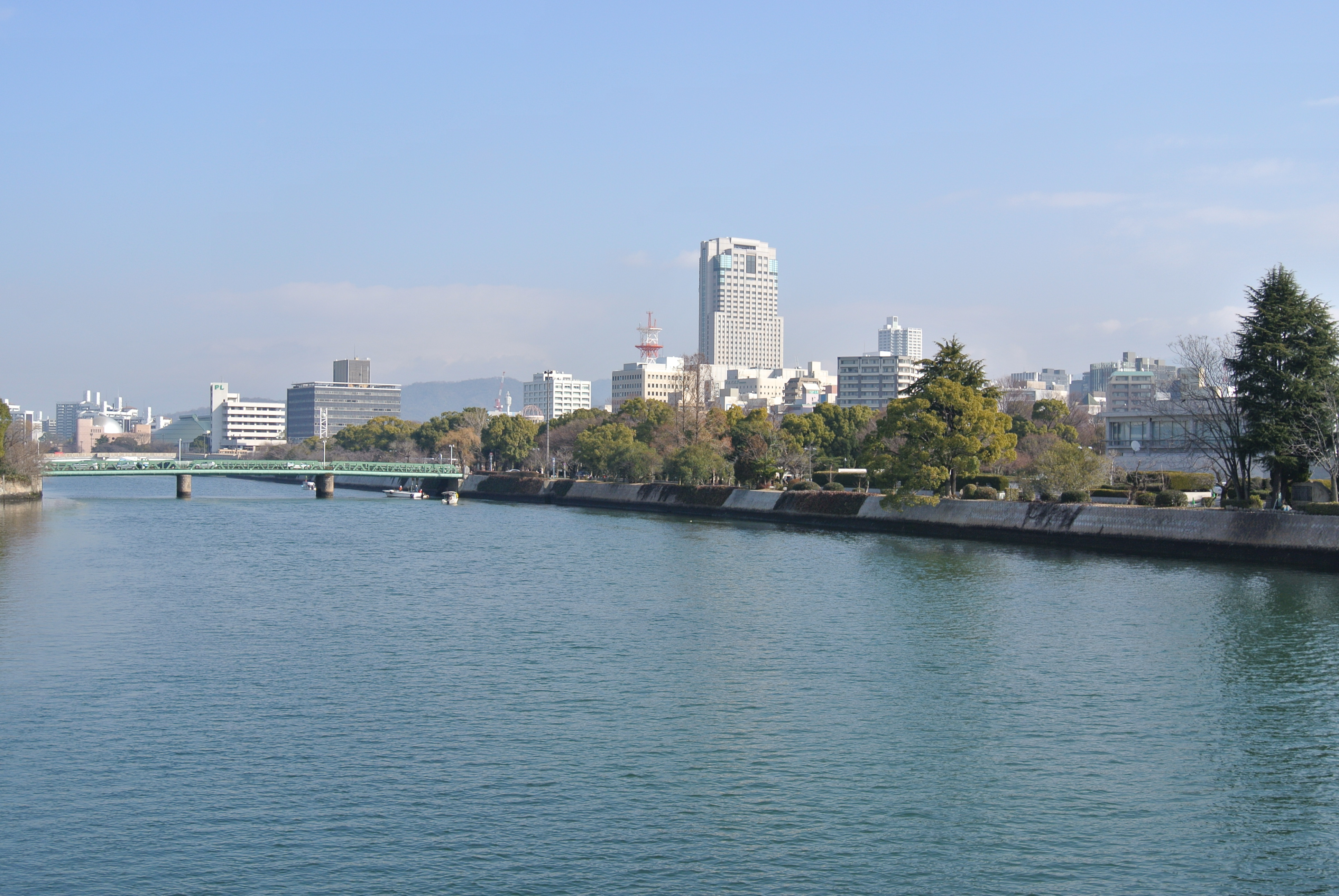
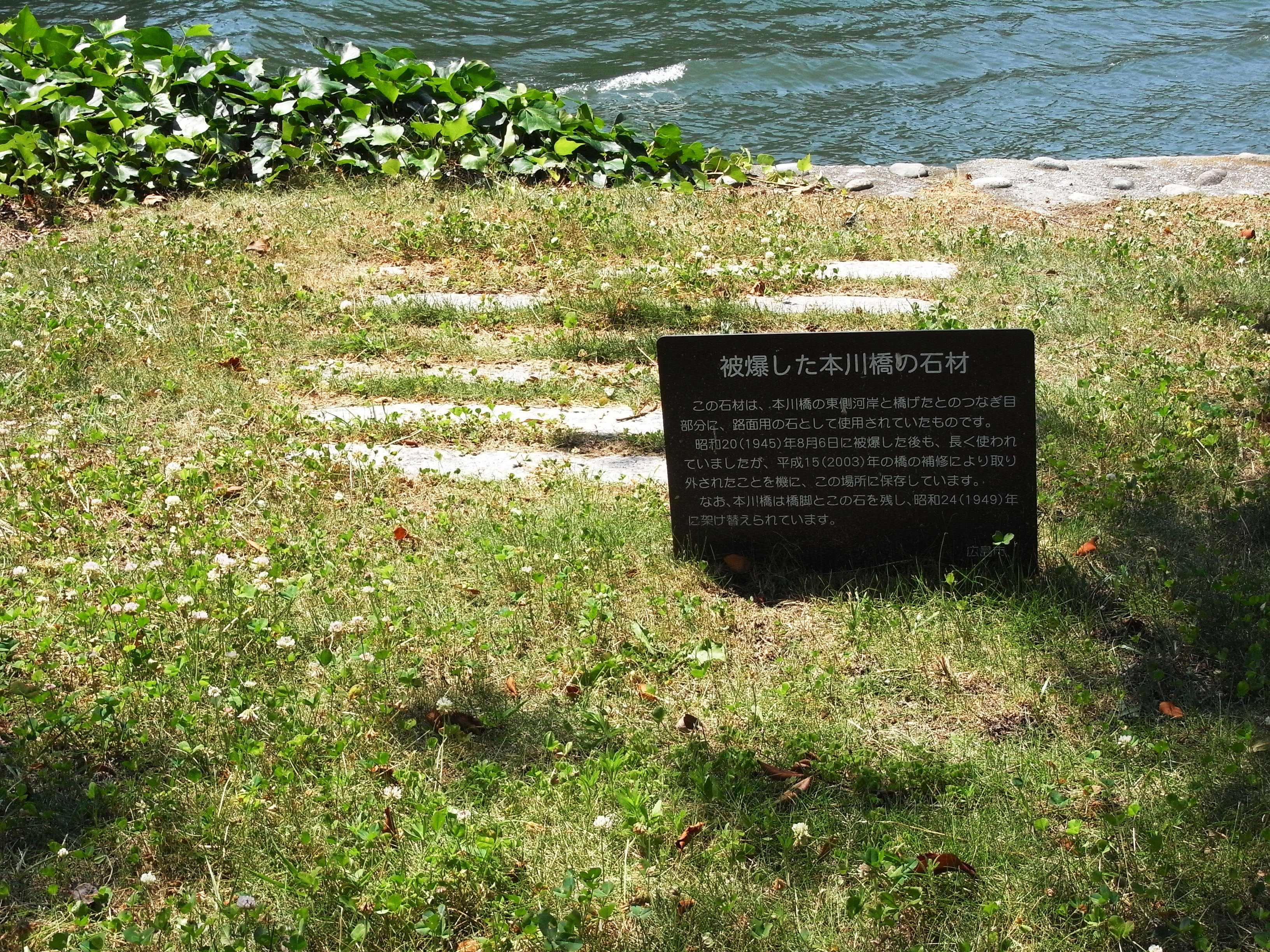
被爆石材

## ギャラリー

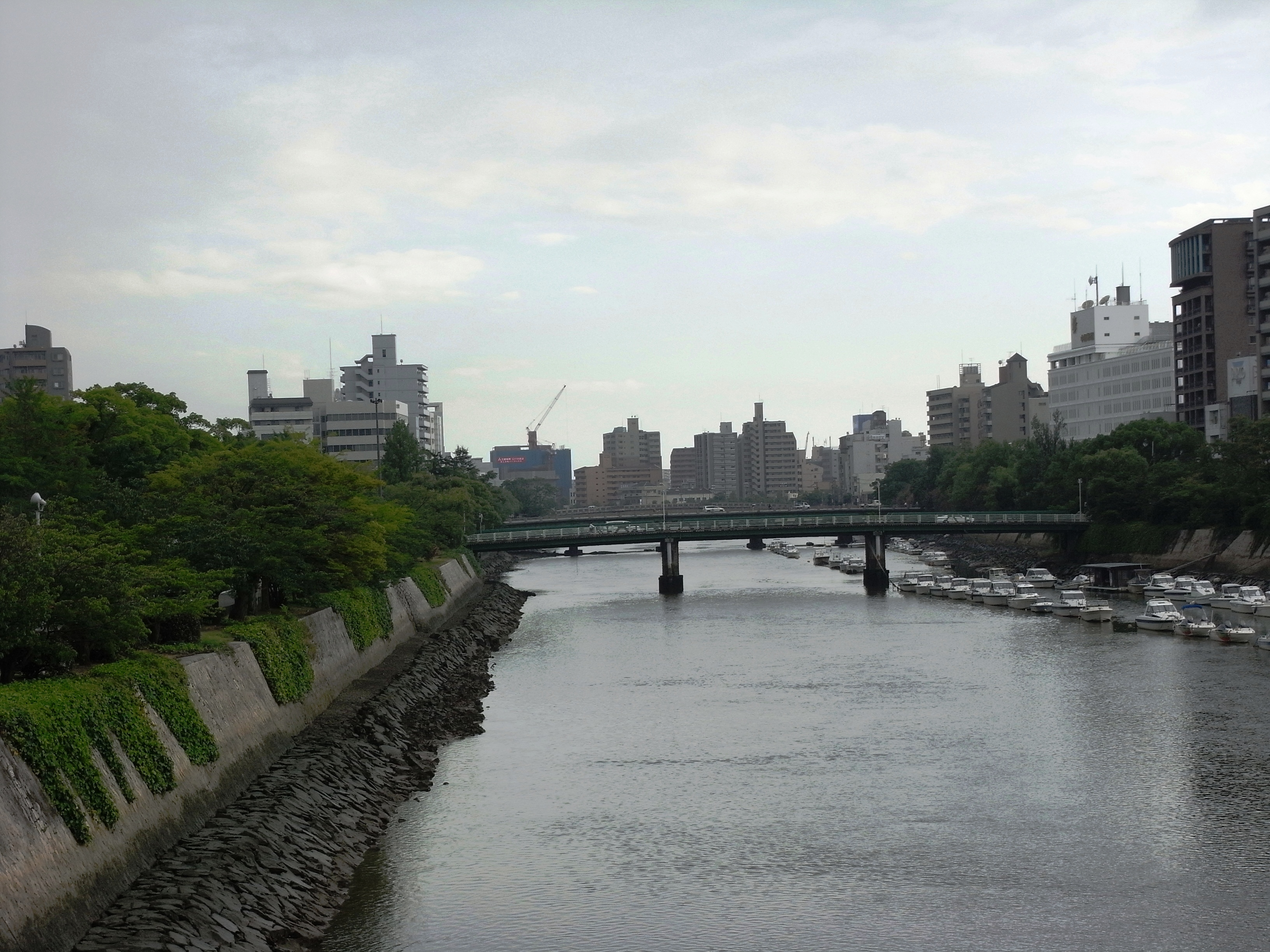
橋全体 相生橋より
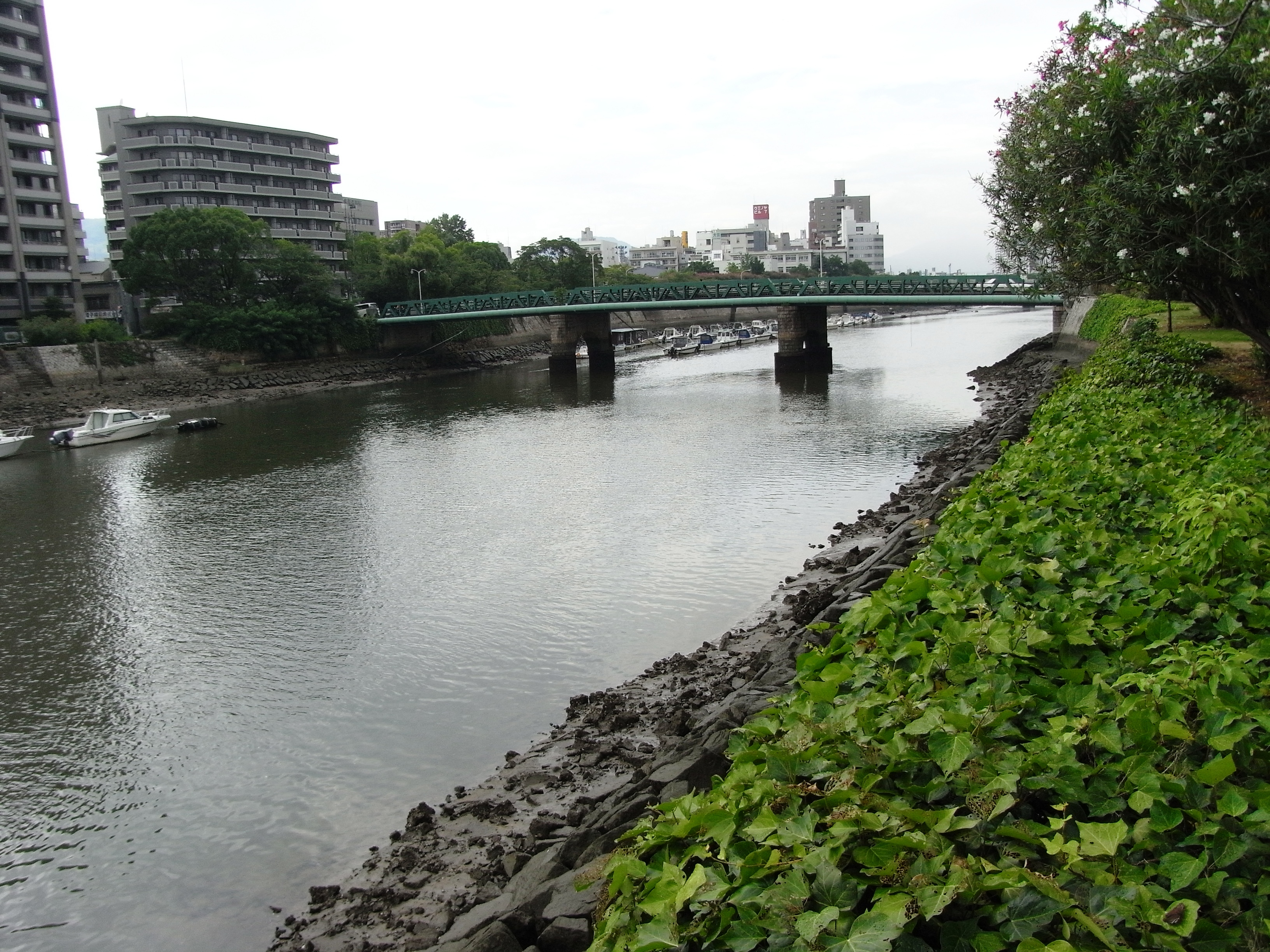
橋全体 中島町より
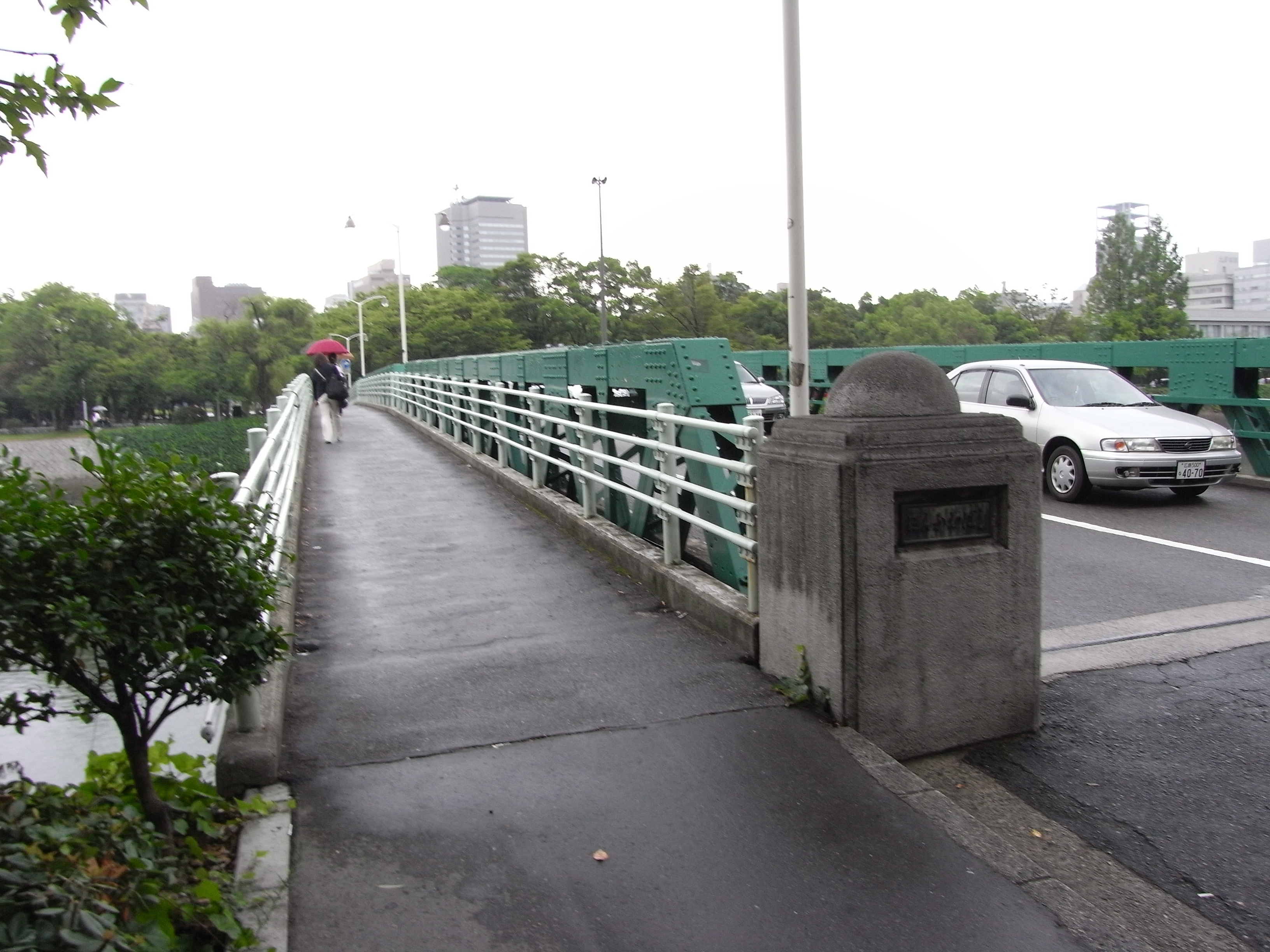
欄干 堺町より

## 参考資料
- 四国五郎『広島百橋』春陽社出版、1975年。ASIN B000J9FFA2。
- 広島市『広島原爆戦災誌』（PDF）（改良版）、2005年（原著1971年）。2022年1月6日閲覧。
- 松尾雅嗣、谷整二「広島原爆投下時の一時避難場所としての川と橋」（PDF）『広島平和科学』第29巻、広島大学、2007年、1頁-25、2022年1月6日閲覧。